# Reino Unido en los Juegos Olímpicos de Moscú 1980
El Reino Unido estuvo representado en los Juegos Olímpicos de Moscú 1980 por un total de 219 deportistas que compitieron en 14 deportes.  
El portador de la bandera en la ceremonia de apertura fue el técnico deportivo Richard Palmer.

## Medallistas
El equipo olímpico británico obtuvo las siguientes medallas:
| Nombre | Deporte   | Competición                |
| --- | --------- | -------------------------- |
| Oro |           |                            |
| Allan Wells | Atletismo | 100 m M                    |
| Steve Ovett | Atletismo | 800 m M                    |
| Sebastian Coe | Atletismo | 1500 m M                   |
| Daley Thompson | Atletismo | Decatlón M                 |
| Duncan Goodhew | Natación  | 100 m braza M              |
| Plata |           |                            |
| Allan Wells | Atletismo | 200 m M                    |
| Sebastian Coe | Atletismo | 800 m M                    |
| Neil Adams | Judo      | –71 kg M                   |
| Philip Hubble | Natación  | 200 m mariposa M           |
| Sharron Davies | Natación  | 400 m estilos M            |
| June Croft Helen Jameson Margaret Kelly Ann Osgerby                                                                         | Natación  | 4 × 100 m estilos F        |
| Henry Clay Andrew Justice Chris Mahoney Duncan McDougall Malcolm McGowan John Pritchard Richard Stanhope Allan Whitwell (t) | Remo      | Ocho con timonel (M8+) M   |
| Bronce |           |                            |
| Steve Ovett | Atletismo | 1500 m M                   |
| Gary Oakes | Atletismo | 400 m vallas M             |
| Beverley Goddard-Callender Heather Hunte Sonia Lannaman Kathy Smallwood-Cook                                                | Atletismo | 4 × 100 m F                |
| Donna Hartley Joslyn Hoyte-Smith Linsey MacDonald Michelle Probert                                                          | Atletismo | 4 × 400 m F                |
| Anthony Willis | Boxeo     | Superligero (63,5 kg) M    |
| Arthur Mapp | Judo      | Categoría abierta M        |
| Gary Abraham Duncan Goodhew David Lowe Trevor Smith                                                                         | Natación  | 4 × 100 m estilos M        |
| Malcolm Carmichael Charles Wiggin                                                                                           | Remo      | Dos sin timonel (M2-) M    |
| John Beattie David Townsend Ian McNuff Martin Cross                                                                         | Remo      | Cuatro sin timonel (M4-) M |